# Bleptina picta
Bleptina picta là một loài bướm đêm trong họ Noctuidae.